# Dinar chorwacki
Dinar chorwacki (chorw. Hrvatski dinar) – oficjalna jednostka monetarna Chorwacji od 23 grudnia 1991 (zastąpił dinara jugosłowiańskiego) do 30 maja 1994 (zastąpiony przez kunę).

## Historia
Dinar chorwacki pełnił funkcję waluty przejściowej po odłączeniu się Republiki Chorwacji od Jugosławii. Zastąpienie dinara jugosłowiańskiego dinarem chorwackim według parytetu 1:1 trwało od 23 do 31 grudnia 1991 roku. Wartość waluty w latach 1991-1994 spadła około 70-krotnie. 
W roku 1994 został on zastąpiony przez kunę według parytetu 1000:1. Narodowy Bank Chorwacji dokonywała wymiany banknotów od 30 maja 1994 do 30 czerwca 1995. Od 1 lipca 1995 r. wymiana dinarów nie była już możliwa.

## Wygląd
Awersy wszystkich banknotów były identyczne. Znajdował się na nich portret raguzańskiego naukowca – Ruđera Boškovića. Rewers był zależny od nominału. Na banknotach o wartości 1, 5, 10, 25, 100, 500 i 1000 dinarów znajdował się obraz katedry w Zagrzebiu. Banknoty o wyższych nominałach (2000, 5000, 10000, 50000 i 100000 dinarów), wprowadzone w okresie wysokiej inflacji (1992-1993), miały lekko zmieniony wygląd oraz odmienny rewers, przedstawiający rzeźbę Ivana Meštrovicia – Historia Chorwatów. Monet nigdy nie wybito.